# کوویسه (شهرستان سوکوووف)
کوویسه (به لهستانی:  Kowiesy) یک روستا در لهستان است که در گمینا بیلانه واقع شده‌است.